# Bunuri mobile din domeniul carte veche și manuscris clasate în patrimoniul cultural național al României aflate în județul Vaslui
Acestă listă conține bunurile mobile din domeniul carte veche și manuscris clasate în Patrimoniul cultural național al României aflate la momentul clasării în județul Vaslui.

## Tezaur
| Foto | Informații generale | Detalii tehnice | Descriere | Deținător                                          | Legături |
| ---- | ------------------- | --- | --------- | -------------------------------------------------- | -------- |
|      | Molitvenic slavon   | Datare: A doua jumătate a secolului al XVII-lea Școală: Copist necunoscut Dimensiuni: In 4° (18 x 14 cm) Material: Hârtie |           | Biblioteca Municipală „Stroe S. Belloescu”, Bârlad | Cimec    |

## Fond
| Foto | Informații generale | Detalii tehnice | Descriere | Deținător                                          | Legături |
| ---- | --- | --- | --- | -------------------------------------------------- | -------- |
|      | Petra skandalu, meta tōn pente diaphōnusōn diaphorōn, syntetheis Autor: Ēlias Mēniatēs - autor                                                                                   | Datare: 1743 Dimensiuni: In 4° (20,5 x 15,5 cm) Material: Hârtie                                                                                             | | Biblioteca Municipală „Stroe S. Belloescu”, Bârlad | Cimec    |
|      | Histoire des revolutions de Hongrie, où l'on donne une idée juste de son légitime gouvernement Autor: Domokos Brenner; Prosper Marchand; Ferenc Rakoczy; Miklós Bethlen - autori | Datare: 1739 Școală: Jean Neaulme, editor; I. V. Scheley, gravor Dimensiuni: In 12° (16,5 x 9,5 cm) Material: Hârtie                                         | Histoire des revolutions de Hongrie, où l'on donne une idée juste de son légitime gouvernement. Tome cinquieme, qui contient les Mémoires du Prince François Rakoczy sur la guerre de Hongrie depuis 1703 jusqu'à sa fin. A la Haye, chez Jean Neaulme. M. DCC. XXXIX [1739]. | Biblioteca Municipală „Stroe S. Belloescu”, Bârlad | Cimec    |
|      | Histoire des revolutions de Hongrie, où l'on donne une idée juste de son légitime gouvernement Autor: Domokos Brenner; Prosper Marchand; Ferenc Rakoczy; Miklós Bethlen - autori | Datare: 1739 Școală: Jean Neaulme, editor Dimensiuni: In 12° (16,5 x 9,5 cm) Material: Hârtie                                                                | Histoire des revolutions de Hongrie, où l'on donne une idée juste de son légitime gouvernement. Tome troisieme, qui contient l`histoire des derniers mois de 1705, & d`une partie de 1706. A la Haye, chez Jean Neaulme. M. DCC. XXXIX [1739]. | Biblioteca Municipală „Stroe S. Belloescu”, Bârlad | Cimec    |
|      | Elementa Physiologiae Corporis Humani Autor: Albrecht von Haller - autor | Datare: 1760 Școală: Sigismund D`Arnay, editor Dimensiuni: In 4° (25 x 19,5 cm) Material: Hârtie                                                             | Elementa Physiologiae Corporis Humani. Auctore Alberto v. Haller, preaeside Societatis Reg. Scrient. Gotting. Sodali Acadd. Reg. Scient. Paris. Reg. Chir. Gall Imper. Berolin. Suecic. Bononiens. Bavar. Societ. Scient. Britann. Upsal. Bot. Flor. Helvet. In Senatu Supremo Bernensi Ducentumviro. Tomus secundus. Sanguis. Ejus motus. Humorum separatio. Lausannae, Sumtibus Sigismundi D`Arnay. MDCCLX [1760].                                                                               | Biblioteca Municipală „Stroe S. Belloescu”, Bârlad | Cimec    |
|      | Elementa Physiologiae Corporis Humani Autor: Albrecht von Haller - autor | Datare: 1761 Școală: Sigismund D`Arnay, editor Dimensiuni: In 4° (25 x 19,5 cm) Material: Hârtie                                                             | Elementa Physiologiae Corporis Humani. Auctore Alberto v. Haller, preaeside Societatis Reg. Scrient. Gotting. Sodali Acadd. Reg. Scient. Paris. Reg. Chir. Gall Imper. Berolin. Suecic. Bononiens. Bavar. Societ. Scient. Britann. Upsal. Bot. Flor. Helvet. In Senatu Supremo Bernensi Ducentumviro. Tomus tertius. Respiratio. Vox. Lausannae, Sumtibus Sigismundi D`Arnay. MDCCLXI [1761]. | Biblioteca Municipală „Stroe S. Belloescu”, Vaslui | Cimec    |
|      | Elementa Physiologiae Corporis Humani Autor: Albrecht von Haller - autor | Datare: 1762 Școală: Francisc Grasset, editor; C. Eisen și C. F. Tardieu, gravori Dimensiuni: In 4° (24,5 x 19 cm) Material: Hârtie                          | Elementa Physiologiae Corporis Humani. Auctore Alberto v. Haller, preaeside Societatis Reg. Scrient. Gotting. Sodali Acadd. Reg. Scient. Paris. Reg. Chir. Gall Imper. Berolin. Suecic. Bononiens. Bavar. Societ. Scient. Britann. Upsal. Bot. Flor. Helvet. In Senatu Supremo Bernensi Ducentumviro. Tomus Quartus. Cerebrum. Nervi. Musculi. Lausannae, Sumtibus Francisci Grasset. MDCCLXII [1762].                                                                                             | Biblioteca Municipală „Stroe S. Belloescu”, Vaslui | Cimec    |
|      | Elementa Physiologiae Corporis Humani Autor: Albrecht von Haller - autor | Datare: 1763 Școală: Francisc Grasset, editor Dimensiuni: In 4° (24,5 x 19 cm) Material: Hârtie                                                              | Elementa Physiologiae Corporis Humani. Auctore Alberto v. Haller, preaeside Societatis Reg. Scrient. Gotting. Sodali Acadd. Reg. Scient. Paris. Reg. Chir. Gall Imper. Berolin. Suecic. Bononiens. Bavar. Societ. Scient. Britann. Upsal. Bot. Flor. Helvet. In Senatu Supremo Bernensi Ducentumviro. Tomus Quintus. Sensus externi interni. Lausannae, Sumtibus Francisci Grasset. MDCCLXIII [1763].                                                                                              | Biblioteca Municipală „Stroe S. Belloescu”, Vaslui | Cimec    |
|      | Elementa Physiologiae Corporis Humani Autor: Albrecht von Haller - autor | Datare: 1763 Școală: Sumptibus Societatis Typographicae; Anton Chapuis, tipograf; Finck, gravor Dimensiuni: In 4° (24,5 x 19 cm) Material: Hârtie            | Elementa Physiologiae Corporis Humani. Auctore Alberto v. Haller, preaeside Societatis Reg. Scrient. Gotting. Sodali Acadd. Reg. Scient. Paris. Reg. Chir. Gall Imper. Berolin. Suecic. Bononiens. Bavar. Societ. Scient. Britann. Upsal. Bot. Flor. Helvet. In Senatu Supremo Bernensi Ducentumviro. Tomus Sextus. Deglutitio. Ventriculus. Omenta. Lien. Pancreas. Hepar. Bernae, Sumtibus Societatis Typographicae. MDCCLXIV [1764].                                                            | Biblioteca Municipală „Stroe S. Belloescu”, Vaslui | Cimec    |
|      | Elementa Physiologiae Corporis Humani Autor: Albrecht von Haller - autor | Datare: 1765 Școală: Sumptibus Societatis Typographicae; G.P.T., gravor Dimensiuni: In 4° (24,5 x 19 cm) Material: Hârtie                                    | Elementa Physiologiae Corporis Humani. Auctore Alberto v. Haller, preaeside Societatis Reg. Scrient. Gotting. Sodali Acadd. Reg. Scient. Paris. Reg. Chir. Gall Imper. Berolin. Suecic. Bononiens. Bavar. Societ. Scient. Britann. Upsal. Bot. Flor. Helvet. In Senatu Supremo Bernensi Ducentumviro. Tomus Septimus. Intestina. Chylus. Urina. Semen. Muliebria. Bernae, Sumtibus Societatis Typographicae. MDCCLXV [1765].                                                                       | Biblioteca Municipală „Stroe S. Belloescu”, Vaslui | Cimec    |
|      | Elementa Physiologiae Corporis Humani Autor: Albrecht von Haller - autor | Datare: 1766 Școală: Sumptibus Societatis Typographicae; Finck, gravor Dimensiuni: In 4° (24,5 x 19,5 cm) Material: Hârtie                                   | Elementa Physiologiae Corporis Humani. Auctore Alberto v. Haller, preaeside Societatis Reg. Scrient. Gotting. Sodali Acadd. Reg. Scient. Paris. Reg. Chir. Gall Imper. Berolin. Suecic. Bononiens. Bavar. Societ. Scient. Britann. Upsal. Bot. Flor. Helvet. In Senatu Supremo Bernensi Ducentumviro. Tomus Octavus. Fetus hominisque vita. Bernae, Sumtibus Societatis Typographicae. MDCCLXVI [1766].                                                                                            | Biblioteca Municipală „Stroe S. Belloescu”, Vaslui | Cimec    |
|      | Evanghelion | Datare: 1665 Școală: Tipografia Frăției Ortodoxe; Mihail Sliozka, tipograf; Ilia Anagnoste, gravor. Dimensiuni: In 2° (28 x 17,5 cm) Material: Hârtie        | | Biblioteca Municipală „Stroe S. Belloescu”, Bârlad | Cimec    |
|      | Dioptra iai Zerțalo | Datare: 1654 Școală: Ieromonahul Ion, tipograf Dimensiuni: In 4° (19,5 x 15 cm) Material: Hârtie                                                             | Dioptra iai Zerțalo jibota vo mireasem celoveacescago [...] Konstantina Pol v. Monastiru Kuteniskom. V. Polzu Hristianom vtorițeiu izdadesia. Vleato [...] H[risto]va 1654 | Biblioteca Municipală „Stroe S. Belloescu”, Bârlad | Cimec    |
|      | Leiturgiarion si est Slujebnik ot Liturgii | Datare: 1702 Școală: Tipografia Frăției Ortodoxe; Vasili, tipograf; Nikolai, gravor. Dimensiuni: In 4° (20,5 x 15,5 cm) Material: Hârtie                     | Leiturgiarion si est Slujebnik ot Liturgii. St. Vasilia Velikaho Ioanna Zlatousta i prejdeștenăih. Blvăbenie șteaișit Patriarh Preosștenăih Mitropolit [...] Tștanie je brast Uspeniia Pr. Vța. Cetvetei Tip. Izdade Vă Lvovea. Rok ot rojdestva Hristova 1702. | Biblioteca Municipală „Stroe S. Belloescu”, Bârlad | Cimec    |
|      | Elementa Physiologiae Corporis Humani Autor: Albrecht von Haller, autor | Datare: 1757 Școală: Marci-Michael Bousquet și F. Grasset, editori Dimensiuni: In 4° (24,5 x 19,5 cm) Material: Hârtie                                       | Elementa Physiologiae Corporis Humani. Auctore Alberto v. Haller [...] Tomus primus. Fibra. Vasa. Circuitus Sanguinis. Cor. Lausannae, Sumtibus Marci-Michael Bousquet & Sociorum. MDCCLVII [1757] | Biblioteca Municipală „Stroe S. Belloescu”, Bârlad | Cimec    |
|      | Evanghelion sirek blagovestie | Datare: 1644 Școală: Tipografia Frăției Ortodoxe; Mihail Sliozska, tipograf. Dimensiuni: In 2° (28 x 18,5 cm) Material: Hârtie                               | Evanghelion sirek blagovestie bogodukno venăih Evangelist [...]. Vă Lvov [...] 7152 [...] 1644. | Biblioteca Municipală „Stroe S. Belloescu”, Bârlad | Cimec    |
|      | Corn. Schrevelii Lexicon Manuale Graeco-Latinum et Latino-Graecum Autor: Cornelius Schrevelius, autor                                                                            | Datare: 1685 Școală: Ex officina Henrici & Viduae Theodori Boom Dimensiuni: In 4° (20,5 x 12 cm) Material: Hârtie                                            | Corn. Schrevelii Lexicon Manuale Graeco-Latinum et Latino-Graecum Graecum, Utrumque hac ultima Editione multo auctius, praefertim quod ad Dialectos & Etymologicas Thematum investigationes attinet; ut & Vocabul. Latinorum copiam. Ad calcem adjecta sunt Sententiae graeco-latinae, quibus omnia primitiva graeca comprehedentur. Item tractatus duo alter resolutione Verborum de Articulis, uterque perutilis. Amstelodami. Ex officina Henrici & Viduae Theodori Boom, 1685. Cum Privilegio. | Biblioteca Municipală „Stroe S. Belloescu”, Bârlad | Cimec    |
|      | Geschichte des osmanischen reichs Autor: Dimitrie Cantemir | Datare: 1745 Școală: Tipografia Hamburg Dimensiuni: 26,5 x 21, 6cm Material: hârtie manuală                                                                  | Geschichte des osmanischen reichs... | Muzeul „Vasile Pârvan”, Bârlad                     | Cimec    |
|      | Satyres du prince Cantemir Autor: Antioh Cantemir | Datare: 1750 Școală: Editura Londres chez Jean Nourse Dimensiuni: 16,5 x 9,5 cm Material: hârtie                                                             | Satyres du prince Cantemir | Muzeul „Vasile Pârvan”, Bârlad                     | Cimec    |
|      | Abecedarul românesc pentru tinerimea școlilor începătoare Autor: Săulescu, Gheorghe                                                                                              | Datare: 1832 Școală: Tipografia Albina, Iași Dimensiuni: 17 x 11 cm Material: hârtie                                                                         | Abecedarul românesc pentru tinerimea școlilor începătoare | Muzeul „Vasile Pârvan”, Bârlad                     | Cimec    |
|      | Biblia de la Blaj | Datare: 1795 Școală: Editată în timpul prea Sfântului Mitropolit Ion Bob, la tipografia Mitropoliei din Blaj Dimensiuni: 37 x 27 cm Material: hârtie manuală | Biblia de la Blaj | Muzeul „Vasile Pârvan”, Bârlad                     | Cimec    |
|      | Caracteruri compuse Autor: Mumuleanu, Paris | Datare: 1825 Școală: Tipografia de lsa Cișmeaua lui Mavroghenie, București Dimensiuni: 15,5 x 11 cm Material: hârtie                                         | Caracteruri compuse | Muzeul „Vasile Pârvan”, Bârlad                     | Cimec    |
|      | Regulu - tragedie în cinci acte Autor: Văcărescu, D.I., trad. | Datare: 1834 Școală: Tipografia lui Eliad Dimensiuni: 19 x 12, 5 cm Material: hârtie                                                                         | Regulu - tragedie în cinci acte | Muzeul „Vasile Pârvan”, Bârlad                     | Cimec    |